# あんさんぶるスターズ!! ESアイドルソング season3
「あんさんぶるスターズ!! ESアイドルソング season3」（あんさんぶるスターズ アンサンブルスクエア アイドルソング シーズンスリー）は、2022年7月27日からリリースされているキャラクターソングCDシリーズ。

## 概要
Happy Elementsが提供する携帯電話ゲーム「あんさんぶるスターズ!!」のキャラクターソングシリーズ「ESアイドルソング」の第3弾。発売元はフロンティアワークス、Happy Elements。
公式サイト上で、「ESアイドルソング Extra オルタード & fine-O」もシリーズに該当しているのでそれもこちらに掲載する。

## Trickstar
2022年7月27日発売。「ユニットソングCD」から通算すると「Trickstar」の6thシングル。
収録曲
1. Daydream×Reality
作詞・作曲：草野華余子、編曲：山口たこ＆草野華余子
2. Surprising Thanks!!（Trickstar ver.）
作詞：松井洋平、作曲・編曲：伊藤和馬 (Arte Refact)
3. Daydream×Reality（カラオケVer.）

## UNDEAD
2022年8月17日発売。「ユニットソングCD」から通算すると「UNDEAD」の6thシングル。
収録曲
1. Sustain Memories
作詞：こだまさおり、作曲・編曲：永井正道
2. Surprising Thanks!!（UNDEAD ver.）
作詞：松井洋平、作曲・編曲：伊藤和馬 (Arte Refact)
3. Sustain Memories（カラオケVer.）

## 紅月
2022年9月7日発売。「ユニットソングCD EXTRA」から通算すると「紅月」の6thシングル。
収録曲
全作詞：松井洋平
1. 夏鳥の詩 -サマーバード-
作曲・編曲：佐藤純一 (fhána)
2. Surprising Thanks!!（紅月 ver.）
作曲・編曲：伊藤和馬 (Arte Refact)
3. 夏鳥の詩 -サマーバード-（カラオケVer.）

## Switch
2022年10月12日発売。「ユニットソングCD」から通算すると「Switch」の5thシングル。
収録曲
1. Romancing Cruise
作詞：こだまさおり、作曲・編曲：めんま
2. Surprising Thanks!!（Switch ver.）
作詞：松井洋平、作曲・編曲：伊藤和馬 (Arte Refact)
3. Romancing Cruise（カラオケVer.）

## Knights
2022年10月26日発売。「ユニットソングCD EXTRA」から通算すると「Knights」の6ndシングル。
収録曲
全作詞：松井洋平
1. Coruscate Breeze
作曲：YASUSHI WATANABE、編曲：Nhato (Otographic Music)
2. Surprising Thanks!!（Knights ver.）
作曲・編曲：伊藤和馬 (Arte Refact)
3. Coruscate Breeze（カラオケVer.）

## ALKALOID
2022年12月7日発売。「ユニットソングCD」から通算すると「ALKALOID」の4thシングル。
収録曲
1. VERMILION
作詞：こだまさおり、作曲・編曲：中土智博(APDREAM)
2. Surprising Thanks!!（ALKALOID ver.）
作詞：松井洋平、作曲・編曲：伊藤和馬(Arte Refact)
3. VERMILION（カラオケVer.）

## fine
2023年1月11日発売。「ユニットソングCD EXTRA」から通算すると「fine」の6thシングル。
収録曲
1. Ghostic Treat House
作詞：こだまさおり、作曲・編曲：浅利進吾
2. Surprising Thanks!!（fine ver.）
作詞：松井洋平、作曲・編曲：伊藤和馬 (Arte Refact)
3. Ghostic Treat House（カラオケVer.）

## Crazy:B
2023年1月25日発売。「ユニットソングCD EXTRA」から通算すると「Crazy:B」の4thシングル。
収録曲
1. Helter-Spider
作詞：磯谷佳江、作曲・編曲：玉木千尋
2. Surprising Thanks!!（Crazy:B ver.）
作詞：松井洋平、作曲・編曲：伊藤和馬 (Arte Refact)
3. Helter-Spider（カラオケVer.）

## MaM
2023年3月29日発売。「MaM」名義では2ndシングル。『ESアイドルソングseason2』では「Double Face」のシングルCDに「MaM」の曲も収録されていたが、今作では逆で、「MaM」のシングルCDに「Double Face」の曲も収録されている。
収録曲
全作詞：松井洋平
1. HELLO, NEW YEAR!
歌：MaM
作曲・編曲：浅利進吾
2. Surprising Thanks!!（Double Face ver.）
歌：Double Face
作曲・編曲：伊藤和馬 (Arte Refact)
3. HELLO, NEW YEAR!（カラオケVer.）

## Ra*bits
2023年4月5日発売。「ユニットソングCD」から通算すると「Ra*bits」の6thシングル。
収録曲
1. ハレノヒSugar Wave
作詞：こだまさおり、作曲：アッシュ井上 (Dream Monster)＆武田将弥 (Dream Monster)、編曲：アッシュ井上
2. Surprising Thanks!!（Ra*bits ver.）
作詞：松井洋平、作曲・編曲：伊藤和馬 (Arte Refact)
3. ハレノヒSugar Wave（カラオケVer.）

## 流星隊
2023年4月19日発売。「ユニットソングCD」から通算すると「流星隊」の6thシングル。
収録曲
全作詞：松井洋平
1. Colors Arise
作曲・編曲：amazuti
2. Surprising Thanks!!（流星隊 ver.）
作曲・編曲：伊藤和馬 (Arte Refact)
3. Colors Arise（カラオケVer.）

## Eden
2023年5月3日発売。「ユニットソングCD EXTRA」から通算すると「Eden」の4thシングル。「Adam」と「Eve」としての曲も収録。
収録曲
1. Melting Rouge Soul
歌：Adam
作詞：松井洋平、作曲：Hiroki Sagawa＆katsuki.CF＆TARO MIZOTE（Relic Lyric, inc.）、編曲：TARO MIZOTE（Relic Lyric, inc.）
2. Ruby Love
歌：Eve
作詞：こだまさおり、作曲・編曲：SHOW (Digz, Inc. Group)
3. Surprising Thanks!!（Eden ver.）
歌：Eden
作詞：松井洋平、作曲・編曲：伊藤和馬(Arte Refact)
4. Melting Rouge Soul（カラオケVer.）
5. Ruby Love（カラオケVer.）

## Valkyrie
2023年5月31日発売。「ユニットソングCD」から通算すると「Valkyrie」の6thシングル。
収録曲
1. 迷宮電子回廊
作詞：こだまさおり、作曲：Hiroki Sagawa＆須田悦弘 (Relic Lyric, inc)、編曲：須田悦弘 (Relic Lyric, inc)
2. Surprising Thanks!!（Valkyrie ver.）
作詞：松井洋平、作曲・編曲：伊藤和馬 (Arte Refact)
3. 迷宮電子回廊（カラオケVer.）

## 2wink
2023年6月21日発売。「ユニットソングCD」から通算すると「2wink」の6thシングル。
収録曲
全作詞：松井洋平
1. Turbulent Storm
作曲・編曲：原田雄一
2. Surprising Thanks!!（2wink ver.）
作曲・編曲：伊藤和馬(Arte Refact)
3. Turbulent Storm（カラオケVer.）

## Extra オルタード & fine-O
2023年6月28日発売。「オルタード」と「fine-O」のそれぞれの曲をカップリングしたシングルCDで、いずれもユニットとしてはデビュー作。『ESアイドルソング season3』の「Extra」で、通常シリーズ外の作品。
収録曲
1. Twilight Pentagram
歌：オルタード
作詞：松井洋平、作曲：山本恭平(Arte Refact)・編曲：山本恭平＆河合泰志(Arte Refact)
2. Dawning Angels
歌：fine-O
作詞：こだまさおり、作曲・編曲：重永亮介
3. Twilight Pentagram（カラオケVer.）
4. Dawning Angels（カラオケVer.）